# كاربينتراس
 كاربينترا، (بالفرنسية: Carpentras)‏، (نطق:kaʁpɑ̃tʁa، kaʁpɑ̃tʁas)، هي بلدية فرنسية في إقليم فوكلوز، في منطقة إقليم ألب كوت دازور، في جنوب شرق فرنسا.

## المناخ
يظهر الجدول التالي التغييرات المناخية على مدار السنة لكاربينتراس:
| البيانات المناخية لـكاربينتراس    | البيانات المناخية لـكاربينتراس | البيانات المناخية لـكاربينتراس | البيانات المناخية لـكاربينتراس | البيانات المناخية لـكاربينتراس | البيانات المناخية لـكاربينتراس | البيانات المناخية لـكاربينتراس | البيانات المناخية لـكاربينتراس | البيانات المناخية لـكاربينتراس | البيانات المناخية لـكاربينتراس | البيانات المناخية لـكاربينتراس | البيانات المناخية لـكاربينتراس | البيانات المناخية لـكاربينتراس | البيانات المناخية لـكاربينتراس |
| الشهر                             | يناير                          | فبراير                         | مارس                           | أبريل                          | مايو                           | يونيو                          | يوليو                          | أغسطس                          | سبتمبر                         | أكتوبر                         | نوفمبر                         | ديسمبر                         | المعدل السنوي                  |
| --------------------------------- | ------------------------------ | ------------------------------ | ------------------------------ | ------------------------------ | ------------------------------ | ------------------------------ | ------------------------------ | ------------------------------ | ------------------------------ | ------------------------------ | ------------------------------ | ------------------------------ | ------------------------------ |
| الدرجة القصوى °م (°ف)             | 21.0 (69.8)                    | 23.1 (73.6)                    | 28.1 (82.6)                    | 30.8 (87.4)                    | 35.4 (95.7)                    | 44.3 (111.7)                   | 41.6 (106.9)                   | 41.9 (107.4)                   | 35.2 (95.4)                    | 31.0 (87.8)                    | 24.9 (76.8)                    | 21.5 (70.7)                    | 44.3 (111.7)                   |
| متوسط درجة الحرارة الكبرى °م (°ف) | 10.7 (51.3)                    | 12.4 (54.3)                    | 16.4 (61.5)                    | 19.5 (67.1)                    | 24.2 (75.6)                    | 28.3 (82.9)                    | 31.9 (89.4)                    | 31.3 (88.3)                    | 26.1 (79.0)                    | 20.8 (69.4)                    | 14.5 (58.1)                    | 11.0 (51.8)                    | 20.6 (69.1)                    |
| المتوسط اليومي °م (°ف)            | 5.6 (42.1)                     | 6.7 (44.1)                     | 10.1 (50.2)                    | 13.1 (55.6)                    | 17.4 (63.3)                    | 21.1 (70.0)                    | 24.2 (75.6)                    | 23.6 (74.5)                    | 19.4 (66.9)                    | 15.1 (59.2)                    | 9.5 (49.1)                     | 6.3 (43.3)                     | 14.3 (57.7)                    |
| متوسط درجة الحرارة الصغرى °م (°ف) | 0.4 (32.7)                     | 1.0 (33.8)                     | 3.8 (38.8)                     | 6.7 (44.1)                     | 10.6 (51.1)                    | 13.9 (57.0)                    | 16.4 (61.5)                    | 15.9 (60.6)                    | 12.6 (54.7)                    | 9.3 (48.7)                     | 4.5 (40.1)                     | 1.5 (34.7)                     | 8.1 (46.6)                     |
| أدنى درجة حرارة °م (°ف)           | −15.4 (4.3)                    | −12.8 (9.0)                    | −11.8 (10.8)                   | −2.5 (27.5)                    | 0.1 (32.2)                     | 4.4 (39.9)                     | 7.6 (45.7)                     | 6.7 (44.1)                     | 2.2 (36.0)                     | −3.1 (26.4)                    | −9.0 (15.8)                    | −12.0 (10.4)                   | −15.4 (4.3)                    |
| الهطول مم (إنش)                   | 42.0 (1.65)                    | 34.4 (1.35)                    | 41.5 (1.63)                    | 63.1 (2.48)                    | 58.2 (2.29)                    | 39.5 (1.56)                    | 24.8 (0.98)                    | 49.9 (1.96)                    | 95.0 (3.74)                    | 87.5 (3.44)                    | 64.7 (2.55)                    | 47.6 (1.87)                    | 648.2 (25.52)                  |
| متوسط أيام هطول الأمطار           | 5.6                            | 5.1                            | 4.9                            | 7.0                            | 6.6                            | 4.5                            | 2.9                            | 3.6                            | 5.5                            | 7.6                            | 6.6                            | 5.8                            | 65.7                           |
| ساعات سطوع الشمس الشهرية          | 149.3                          | 174.3                          | 231.7                          | 240.6                          | 279.8                          | 325.9                          | 361.7                          | 322.8                          | 251.3                          | 185.5                          | 152.1                          | 136.8                          | 2٬811٫8                        |
| المصدر: Meteo France              |                                |                                |                                |                                |                                |                                |                                |                                |                                |                                |                                |                                |                                |

## توأمة
لكاربينتراس اتفاقيات توأمة مع كل من:
- فيفي
- زيزن
- بونتشاتولا
- كامايوري

## أعلام
- نبيل مجاهيد
- فرانسوا ارنو
- فرانسوا فنسنت راسبيل
- إدوار دلادييه
- إيريك كاريتو